# Odynerus haemorrhoidalis
Odynerus haemorrhoidalis är en stekelart. Odynerus haemorrhoidalis ingår i släktet lergetingar, och familjen Eumenidae.

## Underarter
Arten delas in i följande underarter:
- O. h. magnificus
- O. h. fukaii